# Destroy This Mad Brute – Enlist

Harry Ryle Hopps: « Destroy This Mad Brute – Enlist »,, lithographie, USA 1917

Destroy This Mad Brute – Enlist, en français « Détruisez cette brute enragée, enrôlez vous », est une affiche de propagande nord américaine de Harry Ryle Hopps réalisée en 1917, dans le cadre de la commission Creel. 
L'affiche originale mesure 106 × 71 cm.

## Signification et symbolique
Inspirée de la sculpture d'Emmanuel Frémiet, le Gorille enlevant une femme (1887), elle montre l'ennemi allemand sous les traits d'un gorille coiffé d'un casque à pointe prussien caractéristique avec l'inscription Militarism, portant les moustaches blondes du Kaiser Guillaume II, tenant  d'un côté un gourdin où se lit l'inscription Kultur et ravissant une femme dénudée de l'autre. 
Le gorille laisse au loin une Europe dévastée d'où se détachent les ruines de la cathédrale de Reims incendiée, pour débarquer en Amérique dont, au premier plan, ses pattes foulent le sol noté "America".
Cette affiche fait référence à des évènements historiques comme l'invasion de la Belgique (Viol de la Belgique), l'incendie de la cathédrale de Reims et le Manifeste des 93. 
En suggérant que les exactions et crimes de guerre de l'armée allemande pouvaient être perpétrées aux États-unis (qui entraient en guerre cette même année) comme ils l'avaient été en Europe, cette affiche avait pour objectif de recruter des soldats américains.

## Origine du tittytainment
Cette affiche peut être rapprochée du concept de tittytainment, développé dans les années 1990 par le démocrate Zbigniew Brzezinski, membre de la commission trilatérale et ex-conseiller du président des États-Unis Jimmy Carter, pendant la conclusion du premier State of the World Forum en 1995 à l'Hôtel Fairmont de San Francisco.